# Psychine stylosa
Psychine  es un género monotípico de plantas fanerógamas perteneciente a la familia Brassicaceae. Su única especie: Psychine stylosa es originaria de  Marruecos.

## Taxonomía
Psychine stylosa fue descrita por René Louiche Desfontaines y publicado en Fl. Atlant. 2: 69 1798.
Sinonimia
- Psychine stylosa var. maroccana Murb.
- Thlaspi psychine Willd.[3]